# توم آرثر (سياسي)
توم آرثر (بالإنجليزية: Tom Arthur)‏ هو نقابي وعامل مناجم وسياسي أسترالي، ولد في 11 مايو 1883 في أستراليا، وتوفي في 6 يونيو 1953 في أستراليا. حزبياً، نشط في حزب العمال الأسترالي. وقد انتخب عضو مجلس الشيوخ الأسترالي ‏ عن دائرة نيوساوث ويلز ‏ (1 يوليو 1938 – 30 يونيو 1944).